# Benz Viktoria
La Viktoria è un'autovettura prodotta dal 1892 al 1900 dalla Casa automobilistica tedesca Benz & Cie.

## Profilo e caratteristiche
La Viktoria venne lanciata nel 1892, sei anni dopo il debutto della Velociped, prima autovettura della storia. I sei anni trascorsi dal debutto della Velociped servirono a Benz per saggiare le impressioni dei clienti e per testare eventuali inefficienze dopo un certo periodo di utilizzo. In effetti, una delle critiche mosse alla Velociped fu quella di risultare troppo lenta in salita.
Per questo motivo, Karl Benz cominciò a pensare ad una nuova vettura, dotata stavolta di quattro ruote, di asse anteriore sterzante (la Velociped aveva una sola ruota anteriore) e soprattutto di un motore più potente.

Nacque così la Viktoria, una vettura che andava a porsi un gradino più in alto rispetto alla Velociped, che restò quindi in produzione, anche se solo per ancora poco tempo.
Il nome Viktoria (o Victoria, come assai spesso viene chiamata) deriva dal fatto che Benz ritenne di aver ottenuto un'autentica vittoria riuscendo finalmente a realizzare un asse sterzante, aspetto in cui non era riuscito con la Velociped. Si dice che lo stesso Benz abbia effettivamente esclamato «Victoria!» quando si era reso conto di aver risolto il problema dell'avantreno sterzante.
La Viktoria era diversa dalla Velociped: in primo luogo il corpo vettura era a quattro posti anziché solo a due. In secondo luogo, la Viktoria poteva essere ordinata in più varianti di carrozzeria, tra cui phaeton, vis-à-vis e landaulet.
La Viktoria era ancora molto simile alle carrozze a cavalli ancora molto diffuse all'epoca. Il telaio era in legno, così come le ruote a razze, che montavano però anche dei rudimentali pneumatici in gomma piena. La trasmissione a cinghia prevedeva un cambio a 2 marce, che dal 1896 divenne a tre marce più la retromarcia.

La Viktoria venne proposta in quattro versioni nel corso della sua carriera, tutte equipaggiate da un monocilindrico alimentato mediante carburatore a lambimento. Tali versioni erano caratterizzate come segue:
| Versione | Anni di produzione | Cilindrata cm³ | Alesaggio e corsa (mm) | Potenza CV/rpm | Velocità max |
| -------- | ------------------ | -------------- | ---------------------- | -------------- | ------------ |
| 1.       | 1892-96            | 1730           | 130x130                | 3/470          | 18           |
| 2.       | 1894-95            | 1990           | 130x150                | 4/500          | 20           |
| 3.       | 1895-98            | 2650           | 150x150                | 5/600          | 25           |
| 4.       | 1898-1900          | 2920           | 150x165                | 6/700          | 25           |

La Viktoria fu l'autovettura preferita da Karl Benz tra tutte quelle prodotte durante la sua attività. Sfortunatamente la vettura richiedeva un continuo rabbocco d'acqua nel radiatore, ben 160 litri ogni 100 km percorsi! Inoltre, anche i consumi di carburante erano molto alti, circa 5 km/litro.

L'uscita di produzione della Viktoria, avvenuta nel 1900, coincise con il debutto della Benz Dos-à-Dos, sua degna erede.